# Setkání Hanáků
Putovní folklorní festival krojů, tanců, písní, tradic a řemesel regionu Haná probíhá každý rok od září 2010. Vznikl z podnětu tehdejšího hejtmana Martina Tesaříka a dnes se akce řadí mezi nejvýznamnější národopisné události v Olomouckém kraji. Divákům festival nabízí pestrý program pódiových vystoupení folklorních souborů, cimbálových muzik a dechových hudeb z Hané, požehnání v místním kostele, stánky s tradičními řemesly, krojovou poradnu, průvod stovek krojovaných účastníků, ale také koncerty a taneční pořady nejlepších profesionálních souborů z ČR i zahraničí (Jiří Pavlica & Hradišťan, BROLN - Brněnský rozhlasový orchestr lidových nástrojů, Folklórny súbor Urpín z Banské Bystrice, ad.). Díky podpoře Olomouckého kraje je vstup na všechny pořady festivalu zdarma.
Akci pořádá Hanácký folklorní spolek každoročně v termínu 28. září.

## Jednotlivé ročníky festivalu

### 2010 –Velká Bystřice
Více než pět stovek hanáckých krojů se v neděli sešlo ve Velké Bystřici na historicky prvním Setkání Hanáků. Akce, která se konala v rámci dvacátého ročníku Lidového roku, měla své těžiště v novém amfiteátru.

### 2011 –Doloplazy u Olomouce
Druhý ročník proběhl v rámci tradiční Jízdy králů v neděli 3. července 2011.

### 2012 –Tovačov
V Tovačově se festival spojil s tradičními Svatováclavskými hody. Na III. Setkání Hanáků se přihlásilo 30 hanáckých spolků z celé Hané a asi 700 jejich členů. Po mši v 9.30 hod. se Hanáci sešli na náměstí u radnice k slavnostnímu předávání hanáckého práva. Z tovačovského náměstí pak prošel krojovaný průvod do zámeckého parku. V odpoledním programu diváci slyšeli hanácké mužské sbory Rovina a Hlahol z Mysločovic, hanáckou rockovou kapelu Stracené ráj a hostující hudební skupinu Fleret. Program byl zakončen slavnostním ohňostrojem a hodovou zábavou.

### 2013 –Prostějov
Čtvrté Setkání Hanáků s hejtmanem Olomouckého kraje se uskutečnilo v Prostějově. Akce kvůli počasí neproběhla na náměstí, ale v kulturním domě, kde se představily soubory z celé republiky. Účastníci současně vytvořili český rekord v počtu krojovaných Hanáků shromážděných na jednom místě v jedné chvíli si připíjejících kořalkou.

### 2014 –Zábřeh
Do Zábřehu dorazilo 735 lidí v krojích. Akce vyvrcholila na Masarykově náměstí rekonstrukcí hanácké svatby, programem oceněným na MFF Strážnice. Jednotlivé soubory pak tancovaly a vyhrávaly na několika místech po celém městě.

### 2015 –Olomouc(malé setkání)
Jako méně velkolepá varianta byl pro sudé ročníky festivalu vytvořen formát malého Setkání Hanáků. Přes dvě stovky členů národopisných tanečních a hudebních souborů v hanáckých krojích se představily Olomoučanům na šestém ročníku akce, která nabídla lidové písně v kostele sv. Michala, krojovaný průvod centrem města nebo vystoupení jednotlivých hanáckých souborů.

### 2016 –Olomouc
Součástí svátečního programu byl farmářský trh, nabídka tradičních rukodělných výrobků a komentované prohlídky expozice o Hané ve Vlastivědném muzeu Olomouc. Speciálním hostem setkání byla návštěva Marie Terezie, v podání herečky Evy Vejmělkové.

### 2017 –Čechy pod Kosířem(malé setkání)
V programu nechyběli mladí hanáčtí zpěváčci (účastníci přehlídek O hanáckyho kohóta), které doprovázela cimbálová muzika Záletníci z Velké Bystřice. Jako host vystoupil v závěru pestrého programu valašský soubor písní a tanců Rusava z Bystřice pod Hostýnem, společně s cimbálovou muzikou Bukovinka a dívčím sborem Jaderničky.

### 2018 –Čechy pod Kosířem
Během slavnostního zahájení organizátoři slibovali i vzácnou návštěvu. Za zpěvu Hanáckého mužského sboru Rovina z Olomouce přijeli zakladatelé Československa Tomáš Garrigue Masaryk, Edvard Beneš a Milan Rastislav Štefánik. Každý z nich krátce promluvil k přítomným a tak si návštěvníci společně připomněli sté výročí vzniku republiky.

### 2019 –Přerov(malé setkání)
Přerovský park Michalov chvíli před polednem nezbarvila pouze květinová výzdoba a počínající podzim, ale především krojované hanácké soubory, které se tu shromáždily, aby vyslechly sváteční požehnání a slavnostně tak zahájily jubilejní, v pořadí desáté putovní Setkání Hanáků. Na pódiu v centru města se pak s úspěchem setkala dechová hudba Moravská Veselka, cimbálová muzika Záletníci s nadějnými zpěváky z celé Hané, národopisné soubory Mánes a Malý Mánes z Prostějova, Maleníček z Lipníka nad Bečvou, Jabloňka z Martinic, Klas z Kralic na Hané, Cholinka z Choliny, Hanácká mozeka Litovel, Dudáci Tryhuci a samozřejmě nechyběl ani domácí folklorní soubor Haná a Trávníček.

### 2021 – Tovačov
Program 12. setkání Hanáků zahájil hejtman Olomouckého kraje Josef Suchánek. Začalo se hodovou mší v kostele sv. Václava, poté se předaly hanácká práva u radnice na náměstí tovačovskou chasou a průvod krojovaných prošel do zámku. Setkání se zúčastnilo 530 krojovaných z 30 spolků a 65 bylo z Hatě a Hanáček Tovačov. Odpoledne proběhly vystoupení spolků, křtění knihy Hanácký lidový kroj, přehlídka hanáckých krojů, nácvik tanců a jarmark.